# زوئیفت

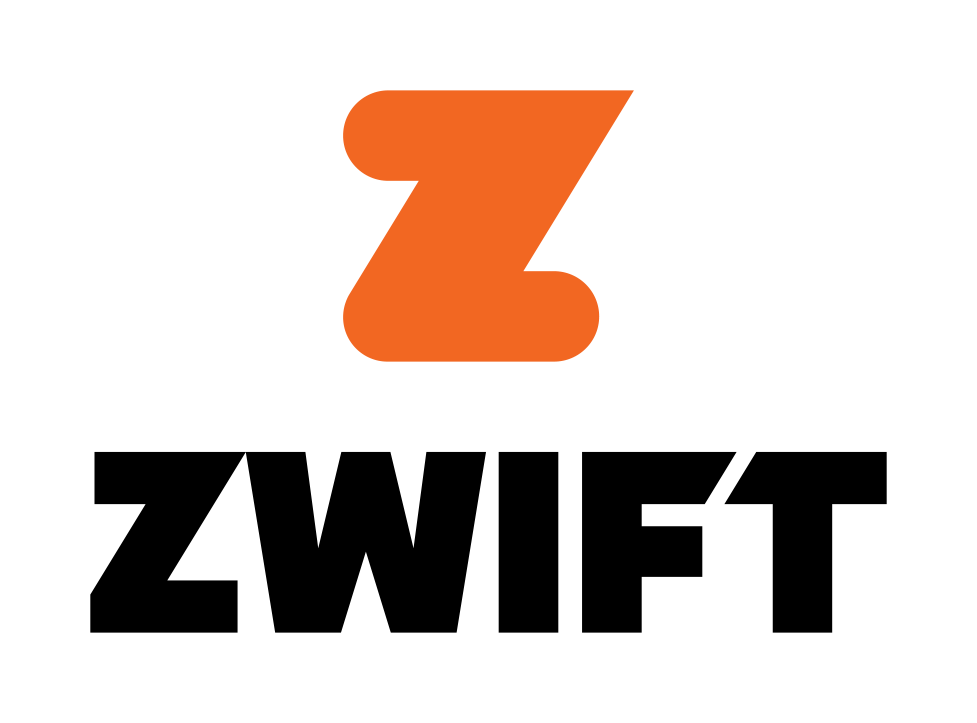
آرم شرکت

زوئیفت (به انگلیسی: ZWIFT)  یک نرم‌افزار آمادگی جسمانی دوچرخه‌سواری آنلاین و چندنفره آنلاین است که کاربران را قادر می‌سازد تا در دنیای مجازی، دوستی، تمرین و رقابت کنند.
زوئیفت، در سال ۲۰۱۴ توسط شرکت Zwift توسعه داده‌شد که توسط جان میفیلد، اریک مین، اسکات بارگر و آلاریک مایرین در کالیفرنیا گشایش یافت.
بازی زوئیفت در نسخه بتای خود در سپتامبر ۲۰۱۴،  با مشارکت TRUE Communications/InGoodTaste،  منتشر شد و در اکتبر ۲۰۱۵ با هزینه ۱۰ دلار آمریکا در ماه (معادل ۱۲ دلار در ۲۰۲۲) به یک محصول پولی تبدیل شد. آنها بهای اشتراک ماهانه خود را در نوامبر ۲۰۱۷ به ۱۴/۹۹ دلار آمریکا (معادل ۱۸ دلار در ۲۰۲۲) افزایش دادند.